# Spoorlijn Wuppertal-Oberbarmen - Wuppertal-Wichlinghausen
De spoorlijn Wuppertal-Oberbarmen - Wuppertal-Wichlinghausen was een Duitse spoorlijn in Wuppertal. De lijn was als spoorlijn 2710 onder beheer van DB Netze.

## Geschiedenis
Het traject werd door de Preußische Staatseisenbahnen geopend op 3 februari 1890. Thans is de lijn opgebroken.

## Aansluitingen
In de volgende plaatsen is of was er een aansluiting op de volgende spoorlijnen:
Wuppertal-Oberbarmen
DB 2525, spoorlijn tussen Neuss en Linderhausen
DB 2550, spoorlijn tussen Aken en Kassel
DB 2700, spoorlijn tussen Wuppertal-Oberbarmen en Opladen
DB 2701, spoorlijn tussen Wuppertal-Oberbarmen en Schwelm
Wuppertal-Langerfeld
DB 2701, spoorlijn tussen Wuppertal-Oberbarmen en Schwelm
DB 2702, spoorlijn tussen Wuppertal-Rauenthal en Wuppertal-Langerfeld
DB 2711, spoorlijn tussen Wuppertal-Langerfeld W514 en W568
Wuppertal-Wichlinghausen
DB 2423, spoorlijn tussen Düsseldorf-Derendorf en Dortmund Süd
DB 2713, spoorlijn tussen Wuppertal-Wichlinghausen en Hattingen